# محطة قطار حمادي كرومة
مَحطة حمادي كرومة هي محطة قطار جزائرية تقع في إقليم بلدية حمادي كرومة ، ولاية سكيكدة .

## المَوقع في السكك الحديدية
تَقع المحطة في وسط مدينة حمادي كرومة على خط الجزائر العاصمة - سكيكدة حيث تسبقها محطة رمضان جمال وتتبعها محطة سكيكدة .

## تَاريخ
خِلال فترة الاستعمار ، كانت المحطة تٌسمى محطة دامريمونت .

## خدمة الركاب

### خدمة
تخدم محطة حمادي كرومة القطارات الإقليمية على خط قسنطينة - سكيكدة .

## أٌنظر أيضا

### مَقالات ذَات صلة
- خط من الجزائر إلى سكيكدة
- قائمة محطات القطارات في الجزائر

### رَابط خارجي
- "SNTF". Société nationale des transports ferroviaires (SNTF). مؤرشف من الأصل في 2025-06-02..

قالب:Desserte gare/début
قالب:Desserte gare
قالب:Desserte gare/fin